# Lehrerausbildung
Die Lehrerausbildung ist die an Hochschulen institutionalisierte Anleitung für den Beruf des Schullehrers und die anschließende unterrichtspraktische Vorbereitung in unterschiedlichen Formen. In Deutschland ist dies in der Regel der Vorbereitungsdienst, in anderen Ländern gibt es andere Wege.
Welche Kenntnisse, Verhaltensweisen und Fähigkeiten Lehrkräfte haben sollten, wird kontrovers diskutiert und hängt eng zusammen mit den kulturellen Bedingungen der Schulausbildung.
Es gibt neben den fachlichen Inhalten vier zentrale Bereiche in den Ausbildungscurricula:
- Kenntnisse in erziehungsrelevanten theoretischen Aspekten der Bildungsphilosophie, Bildungsgeschichte, Pädagogischen Psychologie und Erziehungssoziologie
- unterrichtsmethodische Kenntnisse und Fähigkeiten
- Fähigkeiten der zielgerichteten Lernunterstützung
- Praxis vor Schülern oder in ähnlichen unterrichtspraktischen Situationen, in der Regel mit Unterstützung und Anleitung;

## Deutschland
In Deutschland fällt die Lehrerausbildung nach dem Grundgesetz in die Zuständigkeit der Länder, die sie in vereinbarten Grenzen unterschiedlich gestalten. Praktische Erwägungen erzwingen eine Übereinstimmung, die in der Kultusministerkonferenz angestrebt wird.
Die Lehrerausbildung findet in der Regel in zwei Phasen statt. Die erste Phase bildet das Studium an einer Universität oder gleichgestellten Hochschule bzw. an einer Fachhochschule (Fachlehrer an beruflichen Schulen) oder die Berufsausbildung (Technische Lehrer an beruflichen Schulen). In der zweiten Phase folgt die Ausbildung an einem Studienseminar/oder an einer Seminarschule und einer Schule der angestrebten Ausbildungsrichtung.
Darüber hinaus gibt es weitere Wege, eine Lehrbefähigung zu erwerben, etwa zurzeit wegen Lehrermangels als Quereinsteiger.
Die Lehrerausbildung bildet zusammen mit der Lehrerfortbildung und Weiterbildung die Lehrerbildung.

### Laufbahnausbildung mit Hochschulstudium
Spezielle Ausbildungsgänge gibt es nach der KMK-Vereinbarung zu den Lehrämtern für
- Lehramtstyp 1: Lehrämter der Grundschule bzw. Primarstufe
- Lehramtstyp 2: Übergreifende Lehrämter der Primarstufe und aller oder einzelner Schularten der Sekundarstufe I (Realschule, Hauptschule, Sekundarschule u. a.)
- Lehramtstyp 3: Lehrämter für alle oder einzelne Schularten der Sekundarstufe I (s. 2)
- Lehramtstyp 4: Lehrämter der Sekundarstufe II [allgemeinbildende Fächer] oder für das Gymnasium
- Lehramtstyp 5: Lehrämter der Sekundarstufe II [berufliche Fächer] oder für die beruflichen Schulen
- Lehramtstyp 6: Sonderpädagogische Lehrämter

Die Lehrerausbildungsgänge richteten sich früher noch stärker am gegliederten Schulsystem aus. Die Bundesländer haben dies aber in unterschiedlicher Weise angepasst.
Die Ausbildung umfasst ein Studium meistens zweier Unterrichtsfächer an einer Universität oder Pädagogischen Hochschule (nur in Baden-Württemberg für Grund-, Haupt-, Real- und Sonderschullehrer), Kunsthochschule oder Sporthochschule, in unterschiedlicher Ausprägung und Gewichtung die jeweilige Fachdidaktik, allgemeine Erziehungswissenschaft und einige Gebiete der Psychologie (z. B. Pädagogische Psychologie, Entwicklungspsychologie). Der Studienschwerpunkt liegt beim Lehramt für Gymnasien und berufliche Schulen auf dem fachwissenschaftlichen Teil. Bei den anderen Lehrämtern nimmt der erziehungswissenschaftliche Anteil einen breiteren Raum ein. Lehrkräfte mit besonderer psychologisch-pädagogischer Ausbildung werden auch als Beratungslehrkraft bezeichnet.
Die Fachdidaktik kann in das Fachstudium integriert sein, weil sie unter wissenschaftstheoretischen Aspekten Teil der Disziplin ist. Viele universitäre Disziplinen halten die Fachdidaktik noch immer für die rein methodische Lehre vom Schulunterricht, was nicht dem Stand der Fachdidaktik und der Wissenschaft entspricht. Sie kann auch als Teil der Pädagogik verstanden werden und organisatorisch dort zugeordnet sein.
Bundesweit ist die gesamte hochschulmäßige Lehrerbildung den Vorgaben (Modularisierung, ECTS-Punktsystem) des Bologna-Abkommens entsprechend gestaltet worden. Das Erste Staatsexamen oder ein entsprechender Master-of-Education-Abschluss beenden das Lehramtsstudium an einer wissenschaftlichen Hochschule. Ausländische Lehramtsabschlüsse aus der Europäischen Union sind grundsätzlich anzuerkennen. Die Bundesländer haben unterschiedliche Möglichkeiten eines Abschlusses beschlossen: Teilweise wurden die Abschlüsse Bachelor of Education und Master of Education eingeführt, teilweise ist es bei der Ersten Staatsprüfung als Abschlussprüfung geblieben (Bayern, Hessen, Mecklenburg-Vorpommern, Sachsen). Ebenso unterscheiden sich die Anforderungen an die Studiendauer für die Lehrämter für Grund-, Haupt- und Realschulen von mindestens sieben bis neun Semestern. Konzeptionell besteht ein Konflikt zwischen eher fachorientierten und eher fachdidaktisch-pädagogisch konzipierten Studiengängen der Lehrerbildung. Konkret geht es um die Aufteilung der Stundenanteile im Studium, die in den Bundesländern je nach Schulform unterschiedlich geregelt ist.
In den meisten Ländern werden schon während des Studiums Praktika an Schulen gefordert, zunehmend ein ganzes Praxissemester, was an den Pädagogischen Hochschulen längst üblich ist. Dies ist inzwischen Konsens in der Kultusministerkonferenz, um die Berufseignung früher als bisher festzustellen. In Mecklenburg-Vorpommern sind dies z. B. ein Sozialpraktikum, ein Orientierungspraktikum (vier Wochen in einem anderen als dem gewählten Schultyp) und ein Hauptpraktikum (neun Wochen im gewählten Schultyp). Das Praxissemester gilt teilweise als zu bestehende Prüfungsleistung (z. B. in Baden-Württemberg).
Die Kultusministerkonferenz hat 2004 gemeinsame Standards für die Lehrerbildung in den Bildungswissenschaften beschlossen (aktuelle Fassung vom 16. Mai 2019). Sie legen grundlegende Inhalte, Kompetenzen und Standards für die Studienordnungen der Hochschulen und den Vorbereitungsdienst fest. Inhaltliche Schwerpunkte (S. 4 f.) sind:
- Bildung und Erziehung: Begründung und Reflexion von Bildung und Erziehung in institutionellen Prozessen
- Beruf und Rolle von Lehrkräften: Professionalität; Berufsfeld als Lernaufgabe; Umgang mit berufsbezogenen Konflikt- und Entscheidungssituationen
- Didaktik und Methodik: Gestaltung von Unterricht und Lernumgebungen einschließlich der Berücksichtigung digitaler Medien und Technologien
- Lernen, Entwicklung und Sozialisation: Lernprozesse von Kindern und Jugendlichen innerhalb und außerhalb von Schule
- Leistungs- und Lernmotivation: Motivationale Grundlagen der Lern-, Leistungs- und Kompetenzentwicklung
- Differenzierung, Integration und Förderung: Diversität und Heterogenität als Bedingungen von Schule und Unterricht
- Diagnostik, Beurteilung und Beratung: Diagnose und Förderung individueller Lernprozesse; Leistungsmessungen und Leistungsbeurteilungen
- Kommunikation: Kommunikation, Interaktion und Konfliktbewältigung als grundlegende Elemente der Lehr- und Erziehungstätigkeit
- Medienbildung: Lernen mit und über Medien; Umgang mit digitalen und analogen Medien unter konzeptionellen, didaktischen und praktischen Aspekten sowie kritische Reflexion aus technologischer, gesellschaftlicher und anwendungsbezogener Perspektive
- Schulentwicklung: Struktur und Geschichte des Bildungssystems; Strukturen und Entwicklung des Bildungssystems und Entwicklung der einzelnen Schule
- Bildungsforschung: Ziele und Methoden der Bildungsforschung

#### Vorbereitungsdienst (Referendariat)
Daran schließt sich der Vorbereitungsdienst (teilweise auch als Lehramtsreferendariat bezeichnet) in Studienseminar und Schule an, der mit der Zweiten Staatsprüfung abgeschlossen wird. Der Vorbereitungsdienst soll im Vorfeld der Berufsausübung Gelegenheit geben, in einem Feld von Beratung durch qualifizierte Ausbilder einen professionellen Status zu entwickeln und ihn gleichzeitig kritisch-reflexiv zu betrachten. Es geht nicht nur um die Einübung der Berufsroutinen, sondern besonders darum zu lernen, diese auf ihre Zweckmäßigkeit, Vertretbarkeit, Angemessenheit und Berufsrelevanz zu überprüfen. Für das Lehramt an beruflichen Schulen werden für die berufsbildenden Fächer in der Regel auch vorhergehende Berufspraktika oder Berufserfahrung gefordert. Erst mit erfolgreicher Beendigung des Vorbereitungsdienstes wird die Berufsbefähigung erreicht, im gymnasialen Lehramt die Abiturprüfungsberechtigung. Mit dem Zweiten Staatsexamen wird in einigen Bundesländern bei Weiterbeschäftigung die Amtsbezeichnung „Assessor des Lehramtes“ oder Studienassessor verliehen.
Auch die Dauer und damit die Gestaltung der II. Phase wird gerade reformiert. Wegen des neuen Praxissemesters während des Studiums besteht die Auffassung, dass der Vorbereitungsdienst auf 18 Monate zu begrenzen ist (Ausnahme in Bayern mit zwei Jahren, für Grundschullehramt in Mecklenburg-Vorpommern mit einem Jahr ab 2021).

#### Qualifikation der Lehrerausbilder
Das in Deutschland übliche System der II. Phase benötigt ein professionelles Ausbildungspersonal für den Vorbereitungsdienst in den Ausbildungsseminaren. Dies besteht aus hauptamtlichen Seminarleitern und Fachleitern, die oft durch nebenamtliche Fachleiter und Dozenten ergänzt werden. Ihre Berufung erfolgt durch die Schulbehörden, ggfs. nach speziellen Schulungen. An den Schulen begleiten Mentoren die Referendare, die teilweise dafür eine Anrechnungsstunde erhalten. Für die Interessen der Ausbilder tritt der Bundesarbeitskreis Lehrerbildung (BAK) ein, der vierteljährlich eine Fachzeitschrift Seminar herausgibt. In den Zentren für Lehrerbildung wird eine engere Kooperation der I. Phase mit der II. Phase angestrebt.

#### Sonderpädagogik
Für Sonderschullehrer umfasst die Ausbildung ein Fachstudium zweier sonderpädagogischer Fachrichtungen (Bayern eine Fachrichtung, die zweite ist eine fakultative Zusatzqualifikation) an einer Universität oder Pädagogischen Hochschule und eventuell in zwei Unterrichtsfächern. Darüber hinaus gibt es erziehungswissenschaftliche Anteile in unterschiedlicher Ausprägung und Gewichtung, (z. B. allgemeine Behindertenpädagogik, allgemeine Erziehungswissenschaft und Ausschnitte von Psychologie, wie z. B. Entwicklungspsychologie).
Bei der Sonderpädagogik sind zwei Ausbildungsgänge zu unterscheiden: die „grundständige Ausbildung“ und die „konsekutive Ausbildung“. Bei der grundständigen Ausbildung erfolgt das Studium von Anfang an auf die sonderpädagogische Tätigkeit hin orientiert. Bei der konsekutiven Ausbildung hingegen handelt es sich um ein Zusatzstudium, das an ein erfolgreiches Studium für ein Lehramt angeschlossen wird. Beide Formen haben Vor- und Nachteile, wobei die Diskussion in letzter Zeit im Hinblick auf die Bemühungen der Integration von Behinderten in das Regelschulwesen überwiegend für die konsekutive Ausbildung zu sprechen scheint, die allerdings höhere Kosten verursacht.

#### Praxisprobleme des Einsatzes
Lehrer werden zwar zunächst für die entsprechende Schulform und die erlernten Fächer ausgebildet. Es kommt jedoch recht häufig vor, dass in verwandten Fächern (z. B. Geschichte, Gemeinschaftskunde, Erdkunde) und, insbesondere in Mangelfächern, fachfremd unterrichtet wird. Teilweise geschieht dies auch, um pädagogisch ungünstige Einstundenfächer bei einer Lehrkraft zu verhindern. Entscheidend ist dabei jeweils das erworbene Lehramt, nicht das studierte Fach. In den Grundschulen, und oft auch an Haupt- und Realschulen, ist aber ein integrierter Unterricht in einer Reihe von affinen Fächern (Gesellschaftswissenschaften, Naturwissenschaften) und damit auch ein fachfremder Unterricht durch den Lehrer inzwischen die Regel.

### Laufbahnausbildung ohne Hochschulstudium

#### Lehrer für Fachpraxis
Eine gesonderte Lehrergruppe stellen die Lehrer für Fachpraxis/Technischen Lehrer an beruflichen Schulen dar. Dieser Lehrertyp wird vor allem für fachpraktischen und in geringem Umfang auch für fachtheoretischen Unterricht eingesetzt und benötigt für die Erlangung seiner Lehrbefähigung daher kein akademisches Studium, sondern in der Regel einen Meister- oder Technikerabschluss in der jeweiligen Fachrichtung. So unterrichten z. B. Werkstattlehrer im gewerblich-technischen Schulwesen, Kurzschrift- und Textverarbeitungslehrer im Bereich Wirtschaft und Verwaltung, Hauswirtschafts- und Handarbeitslehrer an Hauswirtschaftsschulen. Die Ausbildungs-, Prüfungs- und Laufbahnverordnungen für diese Lehrergruppen sind in den einzelnen Ländern sehr unterschiedlich. Als Zugangsvoraussetzungen werden im Regelfall der mittlere Bildungsabschluss und einige Jahre Berufserfahrung sowie in der Regel die Meister- oder Technikerprüfung verlangt. Sie leisten in vielen Ländern auch einen Vorbereitungsdienst ab. In einigen Ländern erfolgt keine Einstellung in einem Beamtenverhältnis.

#### Fachlehrerausbildung in Baden-Württemberg und Bayern
In Baden-Württemberg gibt es die Möglichkeit, ohne Studium eine Ausbildung zum Fachlehrer für musisch-technische Fächer zu absolvieren. Die Ausbildung findet an sogenannten Pädagogischen Fachseminaren in Karlsruhe, Kirchheim/Teck und Schwäbisch Gmünd statt. Fächer sind Bildende Kunst oder Musik oder Sport und Hauswirtschaft/Textiles Werken mit Wirtschaftslehre oder Technik mit Wirtschaftslehre sowie Pädagogik, Pädagogische Psychologie, Schulrecht, Informations- und Kommunikationstechniken. Voraussetzung ist ein Realschulabschluss oder die Fachschulreife, eine Berufsausbildung oder der Abschluss eines Berufskollegs von mindestens zweijähriger Dauer, eine dem Lehramt dienliche einjährige Berufs- oder Betriebspraxis und eine bestandene Eingangsprüfung. Die Eignungsprüfung besteht aus einem Teil über Allgemeinbildung und Textarbeit und einem fachlichen Teil in Form einer schriftlichen und einer praktischen Prüfung. Die Einstellung erfolgt in der Regel im Beamtenverhältnis auf Widerruf als Fachlehreranwärter. Der Vorbereitungsdienst dauert zwei Jahre. Der Ausbildungsunterricht an den Ausbildungsschulen findet blockweise statt, dabei wird durch die Anwärter zunehmend selbstständig unterrichtet. Zwei Wochen des Ausbildungsunterrichtes findet an einer Sonderschule statt. Die Fachlehrer können theoretisch an allen Schularten eingesetzt werden, hauptsächlich kommen sie aber an Grund-, Haupt-, Real- und Gemeinschaftsschulen, seltener an Sonderschulen zum Einsatz. Für Sonderschulen gibt es eine besondere Fachlehrerausbildung. Die Absolventen werden als Beamte (Amtsbezeichnung Fachlehrer) mit der Beförderungsmöglichkeit zum Fachoberlehrer eingestellt.
In Bayern findet die Ausbildung an den Staatsinstituten für die Ausbildung von Fachlehrern in Augsburg oder Bayreuth statt. Die Ausbildung muss in den Fächern Kommunikationstechnik, Technisches Zeichnen, Werken und entweder Kunsterziehung oder Sport absolviert werden. Voraussetzung ist ein mittlerer Schulabschluss und ein bestandener Eignungstest. Die Ausbildung dauert drei Jahre am Seminar und ein weiteres Jahr an einer Schule und wird nicht vergütet.

### Quereinsteiger und Seiteneinsteiger
Die Begriffe Seiteneinsteiger und Quereinsteiger werden je nach Land unterschiedlich verwendet. Bei besonderem Lehrermangel kann der Zugang zum Lehrerberuf, zeitlich und fachlich begrenzt, für andere Berufsgruppen ohne Staatsexamen oder erziehungswissenschaftliche Masterprüfung geöffnet werden.

### Geschichte der Lehrerausbildung
Ab dem 18. Jahrhundert wurde die neue Aufgabe, systematisch in der Schule zu unterrichten, immer mehr auch als Ausbildungsauftrag verstanden und von eigenen Beauftragten und Institutionen übernommen. Entsprechend der Unterscheidung von niederem und höherem Schulwesen gab es zwei Lehrergruppen mit unterschiedlichen Merkmalen. Bis 1918 war die Lehrerausbildung der Gymnasiallehrer an Universitäten und der Volksschullehrer an Lehrerseminaren vollkommen getrennt. Öffentliche Diskussionen über Reformen der Lehrerausbildung traten stets in gesellschaftlichen Krisen auf, in Deutschland nach 1918 und nach 1945, ferner bei großem sozialen Wandel mit neuen Aufstiegschancen wie in den 1960er Jahren.
Erst in der Weimarer Republik bewirkte der Anspruch der Weimarer Verfassung (Art. 143) die akademische Ausbildung der Volksschullehrer in Preußen und einigen weiteren Ländern durch die Einführung der Pädagogischen Akademien (ab 1925). Bayern und Württemberg folgten dem bis nach dem Zweiten Weltkrieg nicht. In der NS-Diktatur wurden die Pädagogischen Akademien wieder abgeschafft und durch die Hochschule für Lehrerbildung und 1941 Lehrerbildungsanstalten ersetzt.
Nach dem Zweiten Weltkrieg gab es zunächst die sogenannten Neulehrer. In Westdeutschland blieb die Lehrerausbildung weiter getrennt zwischen Universitäten und neu eingerichteten sowie vereinheitlichten Pädagogischen Hochschulen. Im Zusammenhang mit der Bildungsexpansion in den 1960er Jahren wurde die Ausbildung an Pädagogischen Hochschulen aufgewertet. Ab den 1970er Jahren wurden mit der Gründung neuer Universitäten die meisten Pädagogischen Hochschulen im Rahmen von Hochschulreformen in die Universitäten integriert. In Baden-Württemberg wurden die sechs verbliebenen Pädagogischen Hochschulen für die Grundschul-, Hauptschul, Realschul- und Sonderschullehrer in den Universitäten gleichgestellte, sich selbst verwaltende Zentren der Bildungswissenschaften mit uneingeschränktem Promotions- und Habilitationsrecht umgewandelt. Ihr wissenschaftlicher Schwerpunkt ist die Lehr- und Lernforschung.
Einige Jahre lang gab es an der Universität Oldenburg und Universität Bremen den Modellversuch Einphasige Lehrerausbildung (ELAB), der beide Teile kombinierte. Dies war auch im Bildungssystem der DDR der Fall und führte zum Abschluss Diplomlehrer. Diese Abschlüsse wurden von der KMK mit der Zweiten Staatsprüfung gleichgestellt, d. h., es erfolgt eine entsprechende Einstufung in den öffentlichen Dienst.
In der DDR erfolgte die Lehrerausbildung für Unterstufenlehrer (bis Klasse 4) an Fachschulen (Zugangsvoraussetzung: Mittlere Reife). Bis 1960 unterschied man noch Mittelstufenlehrer (bis Klasse 8) und Oberstufenlehrer (Klasse 9 bis 12), die ein entsprechendes Hochschul- oder Universitätsstudium absolviert hatten. Ab 1960 unterschied man den Oberstufenlehrer mit Lehrbefähigung bis Klasse 10 oder bis Klasse 12. Ab dem 1. Juni 1971 gab es den einheitlichen Abschluss für Oberstufenlehrer (Diplomlehrer) bis Klasse 12 an Pädagogischen Hochschulen und Universitäten (Zugangsvoraussetzung: Abitur), wobei nicht mehr nach Schulformen (POS oder EOS) unterschieden wurde. Darüber hinaus erwarben Diplomlehrer an Universitäten die Lehrbefähigung bis zum Vordiplom (Grundstudium bis zum vierten Semester an einer Hochschule oder Universität). Nach der Wiedervereinigung Deutschlands im Jahre 1990 wurden die westdeutschen Strukturen der Lehrerausbildung auf die der neuen Bundesländer übertragen.
Versuche, die Lehrerausbildung auch in Deutschland – wie vielfach international üblich – nicht an Schulformen, sondern an den Jahrgangsstufen („Stufenlehrer“) zu orientieren, haben sich nur teilweise (z. B. in Nordrhein-Westfalen, Bremen, Saarland, seit 2014 Berlin/Brandenburg und Schleswig-Holstein) und in gebrochener Form durchgesetzt. Zwar gab es mit den „Frankenthaler Beschlüssen“ der Kultusministerkonferenz (1970) eine einstimmige Absichtserklärung der Bundesländer, doch setzte sich diese Reform nicht durch. Strukturell bedeutete es die Abkehr vom Gymnasiallehrer mit Einsatz von Klasse 5 bis 12/13, denn der Stufenlehrer ist entweder nur in der Sekundarstufe I oder II tätig. In der Praxis ist das kaum durchzuhalten. Einige Stimmen führen das Scheitern aber eher auf politische Vorbehalte gegen die Abschaffung des in Deutschland existierenden gegliederten Schulwesens zurück. Der Wechsel in andere Lehrämter setzt in der Regel, vor allem bei Stufenwechsel, entsprechende Studienleistungen voraus. Doch ein Wechsel in die Grundschule, wo zurzeit viele Lehrkräfte fehlen, ist möglich. Durch integrative Schulformen (Gesamtschulen) werden die Lehrämter auch flexibler eingesetzt, zumal wenn Lehrkräfte fehlen.

### Effizienz- und Reformdiskussion
Der deutsche Erziehungswissenschaftler Jürgen Oelkers weist auf die geringe empirische Basis von Effektbehauptungen durch die Ausbildung hin, die zudem oft sehr pauschal über die Gesamtwirkung ausfallen, sowie auf die (überdies fragwürdige) Eigeneinschätzung der Lehrkräfte, die nur geringe Effekte bei sich festgestellt haben. Speziell für den deutschen Politikunterricht hat eine Studie (2019) von Sabine Achour und Susanne Wagner (FU Berlin) belegt, dass es einen Zusammenhang zwischen der Ausbildungsqualität und der Unterrichtsqualität gibt.
Seit etwa 2000 hat eine lebhafte öffentliche Diskussion über die Lehrerausbildung begonnen, zu der nahezu alle gesellschaftlichen Gruppen – Arbeitgeber und Gewerkschaften, Verbände, Parteien, Journalisten u. a. – ihre interessengeleiteten und oft völlig gegenläufigen Beiträge leisteten.
Die KMK unterstützte 2000 ein Leitbild des Lehrerberufes und beschloss 2004 einheitliche Bildungsstandards für die Bildungswissenschaften sowie 2008 für die Fächer der Lehrerausbildung, die für die ausbildenden Hochschulen bindend sind. Weil zunehmend eine aggressive Abwerbung von Lehrern aus anderen Ländern um sich griff, hat die „Stralsunder Erklärung“ 2009 festgehalten, dass jedes Bundesland eine bedarfsdeckende Ausbildungskapazität schaffen muss. Trotzdem hat der Lehrermangel danach erheblich zugenommen, weil sich die Länder meist aus Sparsamkeit nicht daran gehalten haben. Auch hohe Abbrecherquoten schaffen eine Lücke.
Die nach wie vor unübersichtliche Diskussion vereint mehrere Stränge:
1. Eine eher pädagogische Linie bemüht sich, vielfältigen gesellschaftlichen Veränderungen (Medien, Migration, Gewalt, Inklusion, Frauen im Beruf, Verständnis von Gesundheit u. a.) in den Ausbildungsanforderungen durch mehr Praxisbezug Rechnung zu tragen. Damit geht eine Aufwertung der in der Schule Tätigen einher, die keine Lehrkräfte sind. Angestrebt werden multiprofessionelle Teams, die auch neben dem Unterricht am Gelingen von Bildungsprozessen mitarbeiten.
2. Durch die Vergleichsstudien John Hatties ist dagegen die hohe Bedeutung des Lehrers für den Unterricht als „Kerngeschäft der Schule“ gestärkt worden. Dagegen sind viele angeblich förderliche Innovationen wie Gruppenarbeit als für den Lernerfolg nur gering wirkend gezeigt worden.
3. Eine ökonomische Linie, insbesondere in der OECD, vergleicht Investition und Erfolg miteinander (vgl. z. B. die Debatte im Zusammenhang mit den PISA-Studien). Schulische Erfolge und hochwertige Abschlüsse gelten als Schlüssel zur wirtschaftlichen Wettbewerbsfähigkeit.
4. Der „Bologna-Prozess“ hat im europäischen Kontext für sämtliche Studiengänge und Hochschulen den Wechsel zu Bachelor- und Master-Studiengängen vorangetrieben, wobei der Masterabschluss der bisherigen Ersten Staatsprüfung gleichgestellt ist.[26] Befriedigende Antworten auf die Frage, was ein nicht zum Master-Studium zugelassener „Bachelor of Education“ in Deutschland mit seinem Abschluss anfangen soll, gibt es nicht. Einige Länder sind daher beim Staatsexamen geblieben (Bayern, Hessen, Mecklenburg-Vorpommern, Sachsen).[27]

Auch auf der europäischen Ebene gibt es Bemühungen. Im Jahr 2007 hat die Europäische Kommission Empfehlungen zur Verbesserung der Qualität der Lehrerbildung an den Rat und das Europäische Parlament geschickt.

„Zunehmend wird von den Lehrkräften, neben der Vermittlung von Grundwissen, auch verlangt, dass sie jungen Menschen dabei helfen, zu völlig autonomen Lernenden zu werden, indem sie Schlüsselkompetenzen erwerben, anstatt Informationen zu memorieren; von den Lehrern wird erwartet, dass sie stärker kooperativ und konstruktiv ausgerichtete Lernkonzepte entwickeln und eher Vermittler und Klassenmanager sind als ‚Ex-Cathedra-Ausbilder‘. Diese neuen Rollen erfordern Aus- und Weiterbildung in unterschiedlichen Unterrichtskonzepten und ‑stilen. Dazu kommt, dass heute in einem Klassenraum eine heterogenere Mischung junger Menschen unterschiedlicher Herkunft und mit unterschiedlichen Fähigkeiten und Defiziten versammelt ist. Von den Lehrkräften wird verlangt, dass sie die von neuen Technologien gebotenen Möglichkeiten nutzen und dem Bedarf nach individualisiertem Lernen nachkommen. Wegen der größeren Autonomie der Schulen kann es zudem sein, dass sie stärker in Entscheidungsprozesse eingebunden werden und Managementaufgaben übernehmen müssen.“

Im Jahr 2012 folgte ein Bericht von Experten aus 26 Staaten Supporting Teacher Educators for better learning outcomes. Darin werden Empfehlungen zur Reform gegeben. Führend beteiligt war u. a. der österreichische Bildungsforscher Michael Schratz.
2023 forderten Experten der Robert Bosch Stiftung, der Bertelsmann Stiftung, des Centrums für Hochschulentwicklung und des Stifterverbands für die Deutsche Wissenschaft eine umfassende Reform der Lehrerausbildung. Sie gehen von fundamentalen Veränderungen beim Lehren und Lernen durch Digitalisierung und Künstliche Intelligenz aus. Das Studium müsse attraktiver werden, um dem Mangel an Lehrkräften entgegenzuwirken.

## Österreich
Die nachuniversitäre Ausbildung der Gymnasiallehrer erfolgt in Österreich in einem einjährigen, durch Mentoren begleiteten Unterrichtspraktikum. Grund- und Hauptschullehrer werden seit Inkrafttreten des Hochschulgesetzes 2005 mit Beginn des Studienjahres 2007/2008 an Pädagogischen Hochschulen ausgebildet und bereits mit einem Bachelor of Education nach sechs bis sieben Semestern eingesetzt. Nach einer weiteren Reform 2013 wird von ihnen ein berufsbegleitendes Masterstudium verlangt. Nicht mehr nur Lehramtsstudenten der PH, sondern auch der Universitäten müssen ein Eignungs- und Aufnahmeverfahren über ein Semester durchlaufen. Bei strukturierten Interviews, Simulationsaufgaben, schriftlichen Tests und frühen Praxiserfahrungen in der Schule soll herausgefunden werden, ob ein Interessent wichtige Eigenschaften für den Lehrerberuf (Motivation, Kontakt- und Kommunikationsfähigkeit, psychische Belastbarkeit etc.) mitbringt. Als 2019 die ersten Absolventen an die Schulen kamen, gab es dort zu wenige Ausbilder. Neben der Ausbildung werden Fort- und Weiterbildungsprogramme für Lehrerinnen und Lehrer immer bedeutsamer.

## Schweiz
In der Schweiz werden Lehrerkräfte für alle Schulstufen mehrheitlich an Pädagogischen Hochschulen ausgebildet. Die Studiengänge sind berufsqualifizierend und führen zu einem Lehrdiplom. Es wird in der ganzen Schweiz anerkannt, sofern es den Anforderungen des Diplomanerkennungsrechts der EDK entsprechen. Diese ist zuständig für die gesamtschweizerische Anerkennung der Lehrdiplome für die obligatorische Schule und die allgemeinbildenden Schulen der Sekundarstufe II (gymnasiale Maturitätsschulen und Fachmittelschulen). Mit einem Ausbildungsabschluss besteht in allen Kantonen Zugang zum Lehrberuf.

## Vereinigtes Königreich
Lange war die Lehrerausbildung durch den Education Act von 1944 geregelt, doch wurde 1988 der Education Reform Act durch die konservative Regierung mit Bildungsminister Kenneth Baker verabschiedet. Dies leitete ein Maßnahmenbündel ein: die Einführung eines inzwischen mehrfach überarbeiteten National Curriculum, die ständige Testung der Schulleistungen im Alter von 7, 11, 14 und 16 Jahren an definierten Levels, der Verlust der Aufsichtsrechte lokaler Behörden, stattdessen die Einführung der nationalen Schulinspektion und schließlich die Kontrolle über die Rekrutierung und Standardisierung der Lehrerausbildung. Ein Motiv der konservativen Regierung war auch der Vorwurf, an den Schulen werde die pädagogische Freiheit zu sehr linksideologisch ausgenutzt oder für falsche Schwerpunkte missbraucht. Zusammengefasst kann man von Ökonomisierung, Zentralisierung und Standardisierung sprechen.
Lehrkräfte studieren an Universitäten oder Colleges of Education. Dabei werden zwei Formen angeboten, die zweiphasige mit einem dreijährigen Fachstudium und einem Jahr für das Post-Graduate Certificate of Education (PGCE), daneben die einphasige zum Bachelor und dem Qualified Teacher Status (QTS), bei der das fachliche und das erziehungswissenschaftliche Studium sowie die Praxisanteile nebeneinander liegen. Die Akkreditierung lag zuerst beim Council for the Accreditation of Teacher Education (CATE), seit 1994 bei der Teacher Training Agency (TTA), seit 2018 beim Department for Education and Teaching Regulation Agency. Dabei wurden gerade für die Grundschule erziehungswissenschaftliche Anteile gekürzt. Die Praxisanteile wurden erhöht mit der Folge, dass auch die Prüfungsverantwortung an die durchführenden Schulen gegangen ist. Die Lehrkompetenzen wurden klarer definiert und werden trainiert, wodurch eine starke Orientierung auf abrechenbare Ergebnisse entstanden ist. Ein Vorwurf dagegen lautet, der Unterricht werde zum reinen „teaching for the test“ verkürzt. Dem Lehrermangel sollen neue Wege der Rekrutierung von Lehrkräften ohne pädagogisches Studium abhelfen.
In Details sind die Regelungen und Behörden in Wales und Nordirland leicht anders. In Schottland besteht die größte Abweichung.

## Finnland
Vor der Zulassung zum Lehramtsstudium steht eine Aufnahmeprüfung, was einen Bewerberüberhang voraussetzt. Von sechs Studienbewerbern für das Lehramt wird nur einer zugelassen. Entscheidend ist ein differenziertes Aufnahmeverfahren, das auch eine Form des Assessment-Centers einschließt. Die Ausbildung der Lehrer und der Erzieherinnen im Kindergarten erfolgt an acht Universitäten in Form eines Masterstudiums. Die erziehungswissenschaftlichen Studiengänge haben je nach Abschluss eine unterschiedliche zeitliche Dauer und andere inhaltliche Schwerpunkte: Studium für Erzieherinnen, für sog. Klassenlehrer der Gesamtschule in den Klassen 1 – 6, für sog. Fachlehrer der Gesamtschule in den Klassen 7 – 9 oder für Lehrer des Gymnasiums. Daneben gibt es Spezial- und Aufbaustudiengänge für die Lehrer, die sonderpädagogische Maßnahmen wahrnehmen oder für Schulleiter. Pädagogische und sozialwissenschaftliche Inhalte spielen in jedem Lehrerstudium von vornherein eine überwiegende Rolle.

## Frankreich
In Frankreich unterrichten Lehrkräfte nur ein Fach, das 5 Studienjahre (mit einem Master 2) zu belegen ist, bevor die Aufnahmeprüfung zum Lehramt abgelegt wird:
- Angehende Grundschullehrer legen das CRPE (concours de recrutement de professeurs des écoles) ab und können dann an der École maternelle und der École élémentaire unterrichten.
- Für die weiterführenden Schulen (collège, lycée) ist das CAPES (certificat d’aptitude au professorat de l’enseignement du second degré) zu bestehen. Es berechtigt nicht zum Lehramt in Deutschland, da es keine zwei Fächer aufweist.
- Die höchste Form ist die Agrégation, die noch anspruchsvoller und selektiver als CAPES ist, aber zu besseren Aufstiegschancen und einem höheren Gehalt führt. Die Absolventen können die Vorbereitungskurse für die Elitehochschulen (die sog. Classes préparatoires) und den Unterricht zur Vorbereitung eines BTS (brevet de technicien supérieur) übernehmen.

Seit 2013 ermöglichen die Masterstudiengänge MEEF (métiers de l’enseignement, de l’éducation et de la formation) künftigen Lehrer die Ausbildung für die ESPE (Écoles supérieures du professorat et de l’éducation). Hierbei sollen auch pädagogische Herangehensweisen und nicht nur fachliche Kompetenzen gelehrt werden. Im ersten Masterjahr M1 wird ein Praktikum absolviert, in dem der Studierende den Unterricht vor allem beobachten soll, aber auch selber unter Anleitung unterrichten darf.

## USA
- Lehrerausbildung in den USA

Mitte der 1980er Jahre begann in den USA eine intensive Debatte um eine bessere Lehrerbildung aufgrund mehrerer kritischer Berichte: Zum einen warnte der Bericht des Carnegie Forum on Education and the Economy (1985) vor einem wirtschaftlichen Abstieg durch zu geringe Schulleistungen. Ein Schlüssel zur Verbesserung sei die Lehrerausbildung nach den Maßstäben der Ökonomisierung, Professionalisierung und vor allem Standardisierung. Zum anderen gab es drei Berichte der Holmes Group, einer breiten Gruppe von führenden Erziehungswissenschaftlern und Dekanen: Der erste (Tomorrow's Teacher, 1986) stellte ähnlich fest, dass bessere Lehrer und mehr Standardisierung notwendig seien. Der zweite Tomorrow's Schools (1990) schlug spezielle Professional Development Schools (PDS) zur besseren Lehrerbildung vor. Der dritte (Tomorrow's Schools of Education, 1995) forderte umfassende Reformen der Lehrerausbildung mit neuen Curricula, besseren Studierenden und gezielterer Ausbildung an den Hochschulen auf die kommenden Probleme hin. Als eine Folge wurde bereits 1987 ein National Board for Professional Teaching Standards geschaffen. Trotzdem gelang es nicht, ein breit anerkanntes Kerncurriculum mit den gesicherten Ergebnissen der Erziehungswissenschaften zu schaffen. Auch wurde gegen die Standardisierung auf die regionalen oder lokalen Besonderheiten hingewiesen. Aus manchen Befürwortern größerer Standardisierung wurden Kritiker an einer zu technologischen Auffassung von Ausbildung, so Diane Ravitch.
Der US-Psychologe David C. Berliner hat ab 1987 drei Stadien in der persönlichen Entwicklung eines Lehrers unterschieden: Am Anfang steht der 'Novize', aus dem nach etwa fünf Jahren in der Praxis ein 'Praktiker' oder 'Routinier' wird. Einige besonders Engagierte entwickeln sich durch weitere Reflexion zum 'Experten' fort.
In den USA konnte in einer Studie, an der 1450 Schulen teilnahmen, ein Zusammenhang zwischen Qualifikation des Lehrers und Intelligenzquotient der von ihm unterrichteten Kinder nachgewiesen werden. Auch nachdem die Einflüsse anderer Faktoren (wie etwa Armut) kontrolliert worden waren, blieb von einem weniger qualifizierten Lehrer unterrichtet zu werden mit niedrigeren IQ-Werten der Schüler korreliert.